# Дінгольфінг-Ландау
Дінгольфінг-Ландау (нім. Dingolfing-Landau) — район в Німеччині, у складі округу Нижня Баварія федеральної землі Баварія. Адміністративний центр — місто Дінгольфінг.

## Населення
Населення району становить 97 244 осіб (станом на 31 грудня 2020).

## Адміністративний поділ
Район складається з 2 міст (нім. Städte), 6 торговельних громад (нім. Märkte) та 7 громад (нім. Gemeinden):
| Міста 1. Дінгольфінг (20003) 2. Ландау (13698) Торговельні громади 1. Айхендорф (6581) 2. Валлерсдорф (7175) 3. Пільстінг (6793) 4. Райсбах (7831) 5. Зімбах (4071) 6. Фронтенгаузен (4678) | Громади 1. Готтфрідінг (2125) 2. Лойхінг (3657) 3. Маммінг (3292) 4. Марклькофен (3720) 5. Менгофен (6036) 6. Мостеннінг (4933) 7. Нідерфібах (2651) Об'єднання громад 1. Маммінг (громади Готтфрідінг та Маммінг) |

Дані про населення наведені станом на 31 грудня 2020.